# Kadoelen
Kadoelen è un quartiere nello stadsdeel di Amsterdam-Noord, nella città di Amsterdam.
Fu incorporato nella città di Amsterdam nel 1966 quando era una frazione del comune di Landsmeer.